# Cordel Jack
Cordel Patricia Jack sinh ngày 22 tháng 2 năm 1982 tại Saint Vincent và Grenadines. Cô là một vận động viên cricket người Tây Ấn, người đã chơi ba ngày quốc tế nữ cho đất nước của mình.